# Seal (1994)
Seal, ibland kallat Seal II för att undvika förväxling med Seals första album, är hans andra studioalbum. Albumet är ett av de mest hyllade under 1990-talet. 
Låten Kiss from a Rose från albumet användes 1995 till filmen Batman Forever.

## Låtlista
1. "Bring It On" (Bruce/Coleman/Melvoin/Rizzo/Isidore/Seal) - 3:58
2. "Prayer for the Dying" (Seal/Isidore) – 5:30
3. "Dreaming in Metaphors" (Isidore/Seal) – 5:52
4. "Don't Cry" (Seal) – 6:17
5. "Fast Changes" (Isidore/Seal) – 5:42
6. "Kiss from a Rose" (Seal) – 4:47
7. "People Asking Why" (Seal) – 4:45
8. "Newborn Friend" (Seal) – 4:05
9. "If I Could" (duet with Joni Mitchell) (Seal) – 4:16
10. "I'm Alive" (Coleman/Melvoin/Rizzo/Isidore/Seal) – 4:02
11. "Bring It On" (Reprise) (Bruce/Coleman/Melvoin/Rizzo/Isidore/Seal)  – 1:15